# Coupe d'Asie féminine de hockey sur gazon 2022
Navigation
2017 2025
La Coupe d'Asie féminine de hockey sur gazon 2022 sera la 10e édition de la Coupe d'Asie féminine de hockey sur gazon, le championnat international quadriennal féminin de hockey sur gazon d'Asie organisé par la Fédération asiatique de hockey. Il se tiendra du 21 au 28 janvier 2022 à Mascate, à Oman.
Le tournoi devait initialement se dérouler à Bangkok, en Thaïlande, mais le 29 décembre 2021, le tournoi a été déplacé à Mascate, à Oman.
L'Inde sont les championnes en titre. Les quatre meilleures équipes se qualifieront pour la Coupe du monde 2022.

## Équipes qualifiées
Les huit équipes suivantes participeront au tournoi.
- Inde (9)
- Chine (10)
- Corée du Sud (12)
- Japon (14)
- Malaisie (20)
- Thaïlande (29)
- Indonésie (36)
- Singapour (37)

## Premier tour
Toutes les heures correspondent à l'Heure normale d'Oman (UTC+4).

### Poule A
| Rang | Équipe    | J | V | N | D | BP | BC | Diff | Pts | Qualification                       |
| ---- | --------- | - | - | - | - | -- | -- | ---- | --- | ----------------------------------- |
| 1    | Japon     | 3 | 3 | 0 | 0 | 16 | 0  | +16  | 9   | Demi-finales et Coupe du monde 2022 |
| 2    | Inde      | 3 | 2 | 0 | 1 | 18 | 3  | +15  | 6   | Demi-finales et Coupe du monde 2022 |
| 3    | Malaisie  | 3 | 1 | 0 | 2 | 2  | 17 | -15  | 3   |                                     |
| 4    | Singapour | 3 | 0 | 0 | 3 | 1  | 17 | -16  | 0   |                                     |

Source: FIH
En cas d'égalité de points de plusieurs équipes à l'issue des matchs de poule, les critères suivants sont appliqués dans l'ordre indiqué pour établir leur classement:
1. Points de chaque équipe,
2. Matchs gagnés,
3. Différence de buts,
4. Buts pour,
5. Plus grand nombre de points obtenus dans les matchs de poule disputés entre les équipes concernées,
6. Buts marqués en plein jeu.

| Match 2               | Japon                                              | 6 - 0   | Singapour |                                                                          |                                                                          |
| 21 janvier 2022 16h00 | Asai 14e, 55e · Oikawa 18e, 31e, 55e · Shimada 33e | (2 - 0) |           | Arbitrage : Lisette Baljon Kim Yoon Seon Arbitre vidéo : Kang Hyun Young | Arbitrage : Lisette Baljon Kim Yoon Seon Arbitre vidéo : Kang Hyun Young |
| 21 janvier 2022 16h00 | Rapport                                            |         |           | Arbitrage : Lisette Baljon Kim Yoon Seon Arbitre vidéo : Kang Hyun Young | Arbitrage : Lisette Baljon Kim Yoon Seon Arbitre vidéo : Kang Hyun Young |

| Match 4               | Inde                                                                                              | 9 - 0   | Malaisie |                                                                                       |                                                                                       |
| 21 janvier 2022 20h00 | Vandana 8e, 34e · Grace 10e · Navneet 15e, 27e · Lalremsiami 38e · Monika 40e · Sharmila 46e, 59e | (4 - 0) |          | Arbitrage : Rebecca Woodcock Kang Hyun Young Arbitre vidéo : Ornpimol Kittiteerasopon | Arbitrage : Rebecca Woodcock Kang Hyun Young Arbitre vidéo : Ornpimol Kittiteerasopon |
| 21 janvier 2022 20h00 | Rapport                                                                                           |         |          | Arbitrage : Rebecca Woodcock Kang Hyun Young Arbitre vidéo : Ornpimol Kittiteerasopon | Arbitrage : Rebecca Woodcock Kang Hyun Young Arbitre vidéo : Ornpimol Kittiteerasopon |

| Match 7               | Malaisie              | 2 - 0   | Singapour |                                                                         |                                                                         |
| 23 janvier 2022 17h00 | Fatin 6e · Nuraini 8e | (2 - 0) |           | Arbitrage : Lisette Baljon Kang Hyun Young Arbitre vidéo : Shweta Patil | Arbitrage : Lisette Baljon Kang Hyun Young Arbitre vidéo : Shweta Patil |
| 23 janvier 2022 17h00 | Rapport               |         |           | Arbitrage : Lisette Baljon Kang Hyun Young Arbitre vidéo : Shweta Patil | Arbitrage : Lisette Baljon Kang Hyun Young Arbitre vidéo : Shweta Patil |

| Match 8               | Inde    | 0 - 2   | Japon                    |                                                                              |                                                                              |
| 23 janvier 2022 19h00 |         | (0 - 1) | 2e Nagai · 42e S. Tanaka | Arbitrage : Rebecca Woodcock Kim Yoon Seon Arbitre vidéo : Khamis Al Balushi | Arbitrage : Rebecca Woodcock Kim Yoon Seon Arbitre vidéo : Khamis Al Balushi |
| 23 janvier 2022 19h00 | Rapport |         |                          | Arbitrage : Rebecca Woodcock Kim Yoon Seon Arbitre vidéo : Khamis Al Balushi | Arbitrage : Rebecca Woodcock Kim Yoon Seon Arbitre vidéo : Khamis Al Balushi |

| Match 11              | Japon                                                                                  | 8 - 0   | Malaisie |                                                                               |                                                                               |
| 24 janvier 2022 17h00 | Nagai 4e · K. Tanaka 16e, 28e, 39e · Oikawa 20e · Toriyama 30e · Urata 48e · Omoto 57e | (5 - 0) |          | Arbitrage : Kim Yoon Seon Ornpimol Kittiteerasopon Arbitre vidéo : Cookie Tan | Arbitrage : Kim Yoon Seon Ornpimol Kittiteerasopon Arbitre vidéo : Cookie Tan |
| 24 janvier 2022 17h00 | Rapport                                                                                |         |          | Arbitrage : Kim Yoon Seon Ornpimol Kittiteerasopon Arbitre vidéo : Cookie Tan | Arbitrage : Kim Yoon Seon Ornpimol Kittiteerasopon Arbitre vidéo : Cookie Tan |

| Match 12              | Inde                                                                             | 9 - 1   | Singapour |                                                                            |                                                                            |
| 24 janvier 2022 19h00 | Monika 6e, 17e · Vandana 8e · Gurjit 8e, 37e, 48e · Mariana 10e · Jyoti 43e, 58e | (5 - 0) | 43e Toh   | Arbitrage : Kang Hyun Young Junko Wagatsuma Arbitre vidéo : Lisette Baljon | Arbitrage : Kang Hyun Young Junko Wagatsuma Arbitre vidéo : Lisette Baljon |
| 24 janvier 2022 19h00 | Rapport                                                                          |         |           | Arbitrage : Kang Hyun Young Junko Wagatsuma Arbitre vidéo : Lisette Baljon | Arbitrage : Kang Hyun Young Junko Wagatsuma Arbitre vidéo : Lisette Baljon |

### Poule B
| Rang | Équipe       | J | V | N | D | BP | BC | Diff | Pts | Qualification                       |
| ---- | ------------ | - | - | - | - | -- | -- | ---- | --- | ----------------------------------- |
| 1    | Corée du Sud | 3 | 3 | 0 | 0 | 17 | 0  | +17  | 9   | Demi-finales et Coupe du monde 2022 |
| 2    | Chine        | 3 | 2 | 0 | 1 | 13 | 5  | +8   | 6   | Demi-finales et Coupe du monde 2022 |
| 3    | Thaïlande    | 3 | 1 | 0 | 2 | 5  | 12 | -7   | 3   |                                     |
| 4    | Indonésie    | 3 | 0 | 0 | 3 | 0  | 18 | -18  | 0   |                                     |

Source: FIH
En cas d'égalité de points de plusieurs équipes à l'issue des matchs de poule, les critères suivants sont appliqués dans l'ordre indiqué pour établir leur classement:
1. Points de chaque équipe,
2. Matchs gagnés,
3. Différence de buts,
4. Buts pour,
5. Plus grand nombre de points obtenus dans les matchs de poule disputés entre les équipes concernées,
6. Buts marqués en plein jeu.

| Match 1               | Corée du Sud                                                                                   | 7 - 0   | Indonésie |                                                                                 |                                                                                 |
| 21 janvier 2022 14h00 | Lee Seung Ju 5e · Kim Jiyun 11e · Baek Eeseul 13e, 38e · Lee Juyeon 25e · Cheon Eunbi 53e, 60e | (4 - 0) |           | Arbitrage : Ornpimol Kittiteerasopon Cookie Tan Arbitre vidéo : Junko Wagatsuma | Arbitrage : Ornpimol Kittiteerasopon Cookie Tan Arbitre vidéo : Junko Wagatsuma |
| 21 janvier 2022 14h00 | Rapport                                                                                        |         |           | Arbitrage : Ornpimol Kittiteerasopon Cookie Tan Arbitre vidéo : Junko Wagatsuma | Arbitrage : Ornpimol Kittiteerasopon Cookie Tan Arbitre vidéo : Junko Wagatsuma |

| Match 3               | Chine                                                | 6 - 1   | Thaïlande    |                                                                     |                                                                     |
| 21 janvier 2022 18h00 | Yong 13e · Wang 16e · Zhong 29e, 33e · Deng 48e, 51e | (3 - 0) | 59e Konthong | Arbitrage : Shweta Patil Junko Wagatsuma Arbitre vidéo : Cookie Tan | Arbitrage : Shweta Patil Junko Wagatsuma Arbitre vidéo : Cookie Tan |
| 21 janvier 2022 18h00 | Rapport                                              |         |              | Arbitrage : Shweta Patil Junko Wagatsuma Arbitre vidéo : Cookie Tan | Arbitrage : Shweta Patil Junko Wagatsuma Arbitre vidéo : Cookie Tan |

| Match 5               | Chine   | 0 - 4   | Corée du Sud                                                         |                                                                             |                                                                             |
| 22 janvier 2022 17h00 |         | (0 - 1) | 21e Cheon Eunbi · 36e Kang Jina · 46e Shin Hyejeong · 53e Cho Hyejin | Arbitrage : Khamis Al Balushi Shweta Patil Arbitre vidéo : Rebecca Woodcock | Arbitrage : Khamis Al Balushi Shweta Patil Arbitre vidéo : Rebecca Woodcock |
| 22 janvier 2022 17h00 | Rapport |         |                                                                      | Arbitrage : Khamis Al Balushi Shweta Patil Arbitre vidéo : Rebecca Woodcock | Arbitrage : Khamis Al Balushi Shweta Patil Arbitre vidéo : Rebecca Woodcock |

| Match 6               | Thaïlande                                       | 4 - 0   | Indonésie |                                                                              |                                                                              |
| 22 janvier 2022 19h00 | Noo-Keaw 10e, 51e · Piresram 16e · Wongkeaw 58e | (2 - 0) |           | Arbitrage : Khalil Al Balushi Junko Wagatsuma Arbitre vidéo : Lisette Baljon | Arbitrage : Khalil Al Balushi Junko Wagatsuma Arbitre vidéo : Lisette Baljon |
| 22 janvier 2022 19h00 | Rapport                                         |         |           | Arbitrage : Khalil Al Balushi Junko Wagatsuma Arbitre vidéo : Lisette Baljon | Arbitrage : Khalil Al Balushi Junko Wagatsuma Arbitre vidéo : Lisette Baljon |

| Match 9               | Chine                                                                           | 7 - 0   | Indonésie |                                                                     |                                                                     |
| 24 janvier 2022 13h00 | Yang 7e · Chen F. 16e · Yong 27e · Zhong 30e · Chen Y. 33e · Guo 34e · Wang 56e | (4 - 0) |           | Arbitrage : Shweta Patil Cookie Tan Arbitre vidéo : Junko Wagatsuma | Arbitrage : Shweta Patil Cookie Tan Arbitre vidéo : Junko Wagatsuma |
| 24 janvier 2022 13h00 | Rapport                                                                         |         |           | Arbitrage : Shweta Patil Cookie Tan Arbitre vidéo : Junko Wagatsuma | Arbitrage : Shweta Patil Cookie Tan Arbitre vidéo : Junko Wagatsuma |

| Match 10              | Corée du Sud                                                                              | 6 - 0   | Thaïlande |                                                                                  |                                                                                  |
| 24 janvier 2022 15h00 | Baek Eeseul 14e · Seo Jungeun 19e · Cheon Eunbi 23e, 48e · Kim Seona 30e · Cho Hyejin 33e | (4 - 0) |           | Arbitrage : Khalil Al Balushi Khamis Al Balushi Arbitre vidéo : Rebecca Woodcock | Arbitrage : Khalil Al Balushi Khamis Al Balushi Arbitre vidéo : Rebecca Woodcock |
| 24 janvier 2022 15h00 | Rapport                                                                                   |         |           | Arbitrage : Khalil Al Balushi Khamis Al Balushi Arbitre vidéo : Rebecca Woodcock | Arbitrage : Khalil Al Balushi Khamis Al Balushi Arbitre vidéo : Rebecca Woodcock |

## Phase de classement
|  | Demi-finales | Demi-finales |                        |   | Finale | Finale |
|  | Demi-finales | Demi-finales |                        |   | Finale | Finale |
|  |              |              |                        |   |        |        |
|  |              |              |                        |   |        |        |
|  |              |              |                        |   |        |        |
|  | Malaisie     | 6            |                        |   |        |        |
|  | Malaisie     | 6            |                        |   |        |        |
|  | Indonésie    | 0            |                        |   |        |        |
|  | Indonésie    | 0            | Malaisie               | 3 |        |        |
|  |              |              | Malaisie               | 3 |        |        |
|  |              | Thaïlande    | 0                      |   |        |        |
|  | Thaïlande    | Thaïlande    | 0                      | 1 |        |        |
|  | Thaïlande    |              |                        | 1 |        |        |
|  | Singapour    | 0            |                        |   |        |        |
|  | Singapour    | 0            | Match pour la 3e place |   |        |        |
|  |              |              |                        |   |        |        |
|  |              |              |                        |   |        |        |
|  |              |              |                        |   |        |        |
|  | Indonésie    | 1            |                        |   |        |        |
|  | Indonésie    | 1            |                        |   |        |        |
|  | Singapour    | 2            |                        |   |        |        |
|  | Singapour    | 2            |                        |   |        |        |

### Demi-finales pour la cinquième place
| Match 13              | Thaïlande  | 1 - 0   | Singapour |                                                                           |                                                                           |
| 26 janvier 2022 11h30 | Aunjai 60e | (0 - 0) |           | Arbitrage : Khalil Al Balushi Shweta Patil Arbitre vidéo : Lisette Baljon | Arbitrage : Khalil Al Balushi Shweta Patil Arbitre vidéo : Lisette Baljon |
| 26 janvier 2022 11h30 | Rapport    |         |           | Arbitrage : Khalil Al Balushi Shweta Patil Arbitre vidéo : Lisette Baljon | Arbitrage : Khalil Al Balushi Shweta Patil Arbitre vidéo : Lisette Baljon |

| Match 14              | Malaisie                                                              | 6 - 0   | Indonésie |                                                                                         |                                                                                         |
| 26 janvier 2022 14h00 | Norsharina 3e · Nuraini 5e, 49e · Nuramirah 44e · Nor 52e · Fatin 55e | (2 - 0) |           | Arbitrage : Khamis Al Balushi Ornpimol Kittiteerasopon Arbitre vidéo : Rebecca Woodcock | Arbitrage : Khamis Al Balushi Ornpimol Kittiteerasopon Arbitre vidéo : Rebecca Woodcock |
| 26 janvier 2022 14h00 | Rapport                                                               |         |           | Arbitrage : Khamis Al Balushi Ornpimol Kittiteerasopon Arbitre vidéo : Rebecca Woodcock | Arbitrage : Khamis Al Balushi Ornpimol Kittiteerasopon Arbitre vidéo : Rebecca Woodcock |

### Septième et huitième place
| Match 17              | Indonésie      | 1 - 2   | Singapour            |                                                                                     |                                                                                     |
| 27 janvier 2022 16h30 | Rahmadhani 60e | (0 - 0) | 45e Jolene · 56e Toh | Arbitrage : Khalil Al Balushi Ornpimol Kittiteerasopon Arbitre vidéo : Shweta Patil | Arbitrage : Khalil Al Balushi Ornpimol Kittiteerasopon Arbitre vidéo : Shweta Patil |
| 27 janvier 2022 16h30 | Rapport        |         |                      | Arbitrage : Khalil Al Balushi Ornpimol Kittiteerasopon Arbitre vidéo : Shweta Patil | Arbitrage : Khalil Al Balushi Ornpimol Kittiteerasopon Arbitre vidéo : Shweta Patil |

### Cinquième et sixième place
| Match 18              | Malaisie                              | 3 - 0   | Thaïlande |                                                                          |                                                                          |
| 27 janvier 2022 19h00 | Nur 5e · Juliani 22e · Norsharina 46e | (2 - 0) |           | Arbitrage : Khamis Al Balushi Junko Wagatsuma Arbitre vidéo : Cookie Tan | Arbitrage : Khamis Al Balushi Junko Wagatsuma Arbitre vidéo : Cookie Tan |
| 27 janvier 2022 19h00 | Rapport                               |         |           | Arbitrage : Khamis Al Balushi Junko Wagatsuma Arbitre vidéo : Cookie Tan | Arbitrage : Khamis Al Balushi Junko Wagatsuma Arbitre vidéo : Cookie Tan |

## Tour pour les médailles
|  | Demi-finales | Demi-finales |                        |   | Finale | Finale |
|  | Demi-finales | Demi-finales |                        |   | Finale | Finale |
|  |              |              |                        |   |        |        |
|  |              |              |                        |   |        |        |
|  |              |              |                        |   |        |        |
|  | Inde         | 2            |                        |   |        |        |
|  | Inde         | 2            |                        |   |        |        |
|  | Corée du Sud | 3            |                        |   |        |        |
|  | Corée du Sud | 3            | Corée du Sud           | 2 |        |        |
|  |              |              | Corée du Sud           | 2 |        |        |
|  |              | Japon        | 4                      |   |        |        |
|  | Chine        | Japon        | 4                      | 1 |        |        |
|  | Chine        |              |                        | 1 |        |        |
|  | Japon        | 2            |                        |   |        |        |
|  | Japon        | 2            | Match pour la 3e place |   |        |        |
|  |              |              |                        |   |        |        |
|  |              |              |                        |   |        |        |
|  |              |              |                        |   |        |        |
|  | Inde         | 2            |                        |   |        |        |
|  | Inde         | 2            |                        |   |        |        |
|  | Chine        | 0            |                        |   |        |        |
|  | Chine        | 0            |                        |   |        |        |

### Demi-finales
| Match 15              | Inde                       | 2 - 3   | Corée du Sud                                        |                                                                       |                                                                       |
| 26 janvier 2022 16h30 | Neha 28e · Lalremsiami 54e | (1 - 0) | 31e Cheon Eunbi · 45e Lee Seung Ju · 47e Cho Hyejin | Arbitrage : Lisette Baljon Cookie Tan Arbitre vidéo : Junko Wagatsuma | Arbitrage : Lisette Baljon Cookie Tan Arbitre vidéo : Junko Wagatsuma |
| 26 janvier 2022 16h30 | Rapport                    |         |                                                     | Arbitrage : Lisette Baljon Cookie Tan Arbitre vidéo : Junko Wagatsuma | Arbitrage : Lisette Baljon Cookie Tan Arbitre vidéo : Junko Wagatsuma |

| Match 16              | Chine    | 1 - 2   | Japon                       |                                                                         |                                                                         |
| 26 janvier 2022 19h00 | Wang 18e | (1 - 1) | 24e Shimada · 50e K. Tanaka | Arbitrage : Rebecca Woodcock Kang Hyun Young Arbitre vidéo : Cookie Tan | Arbitrage : Rebecca Woodcock Kang Hyun Young Arbitre vidéo : Cookie Tan |
| 26 janvier 2022 19h00 | Rapport  |         |                             | Arbitrage : Rebecca Woodcock Kang Hyun Young Arbitre vidéo : Cookie Tan | Arbitrage : Rebecca Woodcock Kang Hyun Young Arbitre vidéo : Cookie Tan |

### Troisième et quatrième place
| Match 19              | Inde                      | 2 - 0   | Chine |                                                                                   |                                                                                   |
| 28 janvier 2022 16h30 | Sharmila 13e · Gurjit 19e | (2 - 0) |       | Arbitrage : Lisette Baljon Kim Yoon Seon Arbitre vidéo : Ornpimol Kittiteerasopon | Arbitrage : Lisette Baljon Kim Yoon Seon Arbitre vidéo : Ornpimol Kittiteerasopon |
| 28 janvier 2022 16h30 | Rapport                   |         |       | Arbitrage : Lisette Baljon Kim Yoon Seon Arbitre vidéo : Ornpimol Kittiteerasopon | Arbitrage : Lisette Baljon Kim Yoon Seon Arbitre vidéo : Ornpimol Kittiteerasopon |

### Finale
| Match 20              | Corée du Sud                       | 2 - 4   | Japon                              |                                                                           |                                                                           |
| 28 janvier 2022 19h00 | Lee Seung Ju 12e · Cheon Eunbi 34e | (1 - 1) | 28e, 45e, 46e K. Tanaka · 37e Mori | Arbitrage : Rebecca Woodcock Cookie Tan Arbitre vidéo : Khamis Al Balushi | Arbitrage : Rebecca Woodcock Cookie Tan Arbitre vidéo : Khamis Al Balushi |
| 28 janvier 2022 19h00 | Rapport                            |         |                                    | Arbitrage : Rebecca Woodcock Cookie Tan Arbitre vidéo : Khamis Al Balushi | Arbitrage : Rebecca Woodcock Cookie Tan Arbitre vidéo : Khamis Al Balushi |

## Classement final
| Rang               | Équipe       | J | V | N | P | BP | BC | Diff | Pts | Qualification       |
| ------------------ | ------------ | - | - | - | - | -- | -- | ---- | --- | ------------------- |
| Médaille d'or      | Japon        | 5 | 5 | 0 | 0 | 22 | 3  | +19  | 15  | Coupe du monde 2022 |
| Médaille d'argent  | Corée du Sud | 5 | 4 | 0 | 1 | 22 | 6  | +16  | 12  | Coupe du monde 2022 |
| Médaille de bronze | Inde         | 5 | 3 | 0 | 2 | 22 | 6  | +16  | 9   | Coupe du monde 2022 |
| 4                  | Chine        | 5 | 2 | 0 | 3 | 14 | 9  | +5   | 6   | Coupe du monde 2022 |
| 5                  | Malaisie     | 5 | 3 | 0 | 2 | 11 | 17 | -6   | 9   |                     |
| 6                  | Thaïlande    | 5 | 2 | 0 | 3 | 6  | 15 | -9   | 6   |                     |
| 7                  | Singapour    | 5 | 1 | 0 | 4 | 3  | 19 | -16  | 3   |                     |
| 8                  | Indonésie    | 5 | 0 | 0 | 5 | 1  | 26 | -25  | 0   |                     |